# Dendropsophus sarayacuensis
La ranita de Sarayacu (Dendropsophus sarayacuensis) es una especie de anfibio de la familia Hylidae. Se distribuye por las regiones amazónicas de Bolivia, Brasil, Colombia, Ecuador, Perú y Venezuela.
Su hábitat son los bosques tropicales húmedos, tanto primarios como secundarios, llegando hasta los 1200 m s. n. m. Es una especie nocturna y arbórea. Pone sus huevos fuera del agua, y los renacuajos se desarrollan en charcas permanentes o temporales.